# 小川亜夕
小川 亜夕（おがわ あゆ、1977年1月8日 - ）は、日本の女優、声優。劇団ジャムジャムプレイヤーズ所属。東京都出身（神奈川県横浜市説も）。アメリカ・カトリック大学演劇学部卒業。NHKアクターズゼミナール19期出身。

## 出演作品

### 舞台
特記の無い物に限り、劇団ジャムジャムプレイヤーズ公演。
2000年
- 西遊記※神奈川県演劇連盟公演

2001年
- 赤い電車の行き着く先は※劇団横浜にゅうくりあ公演

2002年
- ブルース2
- 夜霧の第二国道※劇団横浜にゅうくりあ公演

2003年
- お先に幸せ（かのん）
- ドッグ★アイ（山口かえで）

2004年
- リメンバーミー?
- ラスト刑事

2005年
- 池袋モンパルナス

2009年
- 安楽兵舎※ジェームス三木 作・演出
- あたしが道をやってくる※劇団横浜にゅうくりあ公演
- 日吉良太郎伝〜戦前のよこはま演劇のスーパースターを追え!!〜※劇団横浜にゅうくりあ公演

2012年
- お先に幸せ 再演版
- あの海のむこうから

2013年
- とある家族の輪舞曲
- 鬼切丸※タンバリンプロデューサーズ公演

### 映画
2002年
- KUMISO/組葬
- 山手ダンシングクイーン

2012年
- 君はヒヨシを見たか

### テレビドラマ
2004年
- それからの日々

2007年
- まだそんなに老けてはいない

2013年
- ガリレオXX

### 吹き替え
2004年
- 悪魔のえじき2（ベス）
- ゾンビ・オブ・ザ・デッド（リア）
- ブラッド・フィースト 血の祝祭日2（ティファニー）
- ミートマーケット ゾンビ撃滅作戦（ヴァレリア）
  - ミートマーケット 人類滅亡の日（ハプスバーグ）